# پاره‌مولکول

بنزیل استات دارای یک گروه عاملی استر (به رنگ قرمز)، یک گروه عاملی استیل (با خط چین سبز) و یک بخش بنزیل‌اکسی (با خط چین نارنجی روشن) است. تقسیم بندی‌های دیگری نیز می‌توان انجام داد.

در شیمی آلی، پاره مولکول(به انگلیسی: Moiety) به گروه مشخصی از اتم‌ها گفته می‌شود که در یک مولکول، مسئول واکنش خاصی شناخته می‌شوند. اگر چه اصطلاح پاره‌مولکول و گروه عاملی از نظر تعریف، گاه بسیار شبیه به هم هستند اما گروه عاملی به تعداد محدودی از اتم‌ها گفته می‌شود. در حالی که اصطلاح پاره‌مولکول به شاخه‌های کربنی گسترده شده در مولکول آلی اشاره دارد.
همچنین در علم داروسازی، اصطلاح پاره‌مولکول فعال به بخشی از یون یا مولکول گفته می‌شود که مسئول اثرات دارویی آن ماده است.

## یادداشت
1. ↑  active moiety